# Heinrich Zapf (Verwaltungsjurist)
Heinrich Zapf (* 23. Oktober 1871 in Neuessing; † 15. Januar 1949 in Freising) war ein deutscher Verwaltungsjurist und Politiker in Bayern.

## Leben
Nach dem Abitur nahm Zapf ein Studium der Rechtswissenschaft an der Ludwig-Maximilians-Universität München auf. 1891 wurde er im Corps Palatia München aktiv. Als Inaktiver wechselte er an die Julius-Maximilians-Universität Würzburg. Nach den beiden Staatsexamen (1892, 1897) trat er in die Bayerische Zollverwaltung ein. 1898/99 war er Finanzassessor bei den Hauptzollämtern in Passau und München. Von 1899 bis 1904 war er in der Generaldirektion der Zölle und indirekten Steuern in München tätig. Nach seiner Ernennung zum Regierungsrat arbeitete er bis 1911 im Bayerischen Staatsministerium der Finanzen, zuletzt als Oberregierungsrat. Von 1911 bis 1914 wirkte er als Oberzolldirektor in Köln und Berlin. Im Anschluss wurde er als Vortragender Rat und Geheimer Regierungsrat ins Reichsschatzamt berufen.
Nach der Novemberrevolution war Zapf ab 1919 Ministerialdirektor und von 1921 bis 1924 Staatssekretär im Reichsfinanzministerium. Von 1924 bis 1934 war er Senatspräsident am Reichsfinanzhof in München.